# 시모카와오치촌
시모카와오치촌(下川大内村)은 아키타현 유리군에 있던 촌이다.현재의 유리혼조시 북동부, 이모가와 중류역, 국도 105호 연선에 해당한다.

## 역사
- 1889년 4월 1일 - 정촌제 시행에 의해 10촌의 구역으로 성립하였다.
- 1956년 9월 30일 - 가미카와오치촌과, 이와야촌과 합병해 오우치촌이 성립하였다. 동일 시모카와오치촌이 폐지되었다.